# Gustavianerna
Gustavianerna är en beteckning på olika grupper av personer, som i ett eller annat avseende stod Gustav III  eller hans ätt särskilt nära. 
Som gustavianer räknades sålunda åtskilliga av de sköna konsternas främsta målsmän under Gustav III:s tid, till exempel Johan Henric Kellgren, Carl Gustaf af Leopold, Gustaf Filip Creutz, Johan Gabriel Oxenstierna, Johan Tobias Sergel med flera, vidare en del av hans närmaste politiska vänner och redskap, såsom Gustaf Mauritz Armfelt, Johan Christopher Toll, Hans Henric von Essen, Christoffer Bogislaus Zibet, Elis Schröderheim, Johan Albrecht Ehrenström, Johan Fredrik Aminoff och så vidare.
Särskilt efter kungens död betraktades benämningen som en hederstitel av dem som troget höll fast vid hans minne, utan att böja sig för det nya systemet under Reuterholm, och övergick därpå efter Gustav IV Adolfs regeringstillträde, då de gamla gustavianerna åter kom till heders, att beteckna även andra av dennes närmaste medhjälpare, såsom greve Samuel af Ugglas och Axel von Fersen. 
Efter att kungen avsatts 1809 blev gustavianer slutligen namnet på det politiska parti, som i motsats till revolutionens tillskyndare ville förskaffa tronen eller tronföljden åt den avsatte kungens son, kronprins Gustav. Vid riksdagen leddes partiet av Eric Ruuth och Jacob De la Gardie samt vann efter hand stöd både på riddarhuset och i bondeståndet, men såg oupphörligt sina förhoppningar gäckade och måste sålunda, av farhåga för prinsens liv, låta passera, att 10 maj 1809 Gustav IV Adolfs hela familj uteslöts från tronen, samt kunde inte heller hindra eller uppskjuta att prins Kristian August av Augustenburg valdes till tronföljare. 
Den nye kronprinsens dröjsmål att komma till Sverige gav emellertid partiet, till vilket nu även Armfelt slutit sig, ny näring och föranledde åtskilliga planer att genom en statskupp ändra författningen och eventuellt tronföljden, vilka dock på grund av Karl XIII:s vacklande aldrig kom till utförande. Efter sin ankomst visade emellertid kronprinsen Karl August gustavianerna ganska mycken välvilja och umgicks i hemlighet med tanken att själv adoptera Gustav Adolfs son Gustav. Motpartiet lät då utsprida ryktena om gustavianska förgiftningsplaner mot kronprinsen, rykten, vilka efter dennes död ledde till Fersenska mordet, varefter gustavianerna åter började kämpa för sin kandidat vid tronföljdsriksdagen. Efter Karl Johans ankomst anslöt de sig i allmänhet snart till honom.